# Bairro Azul

O Bairro Azul é um bairro de Lisboa, edificado na década de 1930. Pertence à freguesia de Avenidas Novas (antiga freguesia de São Sebastião da Pedreira).
Nele situa-se a Mesquita Central de Lisboa, a Escola E.B. 2,3 Marquesa de Alorna, o hospital SAMS, entre outros importantes edifícios.
O Bairro Azul foi o primeiro a ser classificado como conjunto urbano de interesse municipal.